# Patent pool
Il patent pool è un consorzio di almeno due compagnie e che si accordano per scambiarsi licenze brevettuali, relative ad una particolare tecnologia.
Uno dei primi patent pool fu formato nel 1856 dai manifatturieri Grover, Baker, Singer, Wheeler e Wilson, che si accusavano l'un l'altro di infrazione sulla legge dei brevetti. Orlando B. Potter, avvocato e presidente della Grover and Baker Company, propose che piuttosto che perseguire legalmente i loro interessi, fosse più conveniente scambiarsi i brevetti.
Come nell'esempio citato, molte industrie non potrebbero funzionare senza patent pool, dal momento che i costi di coordinamento (rischio, negoziati ecc.) sarebbero troppo alti. I patent pool sono i soli esempi di casi in cui i membri di un'industria altamente competitiva si legano in una causa comune per creare alcune risorse che siano di beneficio collettivo.
Alcuni esempi:
- Il pool dei dati sui crediti assicurativi a livello complessivo riduce il rischio;
- Le industrie automobilistiche collaborano per standardizzare i componenti;
- L'industria di software proprietario collabora con l'open source.

In un esempio più moderno un patent pool fu formato da circa 20 compagnie attive nel RFID domain.
Il patent pool non elimina il rischio, bensì lo tempera. I detentori di brevetti (inclusi anche altri patent pool) al di fuori dei pool possono creare costi e rischi per l'industria. Difetti nella progettazione della governance del pool possono portare alla rottura dell'accordo nel gruppo. 